# Combretum winitii
Combretum winitii är en tvåhjärtbladig växtart som beskrevs av William Grant Craib. Combretum winitii ingår i släktet Combretum och familjen Combretaceae. Inga underarter finns listade i Catalogue of Life.